# VPro

ロゴ

vPro（ヴィープロ）は、インテルのブランド名の一つ。企業内で使用されるパソコン（PC）に対して与えられる。
企業内で使われるPCの日常の運用管理業務を支援するのに適したハードウェアを備えていることをアピールして、そうでないパソコンと差別化している。これらの専用機能によって企業の社内情報機器担当者の負担を軽減して、同時に企業セキュリティの向上が期待できる。vProに準拠したPCには当初、Intel vProのシールが貼られていたが、現行（intel vProテクノロジーに対応したintel Core i5/i7/i9搭載PC）では「intel vPRO i5」・「intel vPRO i7」・「intel vPRO i9」のいずれかのシールが貼られている。

## 付加機能
- CPUやチップセットの中に特定のコードを埋め込めるようにした。
  - PCの個別認識をハードウェアで保証することで、ソフトウェアによる欺瞞の可能性を排除できる。
- ハードウェア・レベルでシステムのハッシュ値を保存できる。
  - 起動時にハッシュ値を比較することでOS等のソフトウェアの信用性が確認できる。
- PCの運用管理用の専用機構を備える[2]。PC本体の電源とは別に、独立した電源供給を受けて動作する。
  - 常に外部からの通信による問い合わせに対応できる機構を備える。
  - 必要なら本体の電源をONにもできる。
  - 仮にOSやハードディスクが機能を失っても管理用部分は機能できる。

## ブランドの意義
企業内での情報機器の管理担当者にとっては、vProブランドのPCを購入することで今後の運用支援ソフトウェアなどへの対応が期待できる。

## インテルのブランド戦略
元々はデジタルICメーカーの一つであった米インテルも、PCの主要部品であるCPUのメーカーとして大きな飛躍を遂げて以降、それまでの8080、8086、80286、80386、80486といった番号やiAPXといったそれ自身では普通の単語となりえない記号のような製品名から、「Pentium」や「Xeon」、「Celeron」、「Itanium」というブランド名を製品名の一部に取り入れていった。
2003年3月に登場したインテルのブランドの1つで、ノートPCの差別化を狙った「Centrino」の成功により、これ以降、ホームPC向けの新たなブランドに「Viiv」を推進するなど、世界に向けて積極的にエンドユーザーへの働きかけを続けている。

## 種類
vProにはいくつかの種類があり、デスクトップPC向けの「vPro テクノロジー intel Core 2 プロセッサー」とノートブックPC向けの「vPro テクノロジー intel Centrino 2」がある。
また、2010年からはIntel Core i5/Core i7をベースにした「intel Core vPro プロセッサー・ファミリー」が登場。CPUの種類により「intel Core i5 vPro プロセッサー」、「intel Core i7 vPro プロセッサー」の2種類があり、デスクトップPC向け、ノートブックPC向けで共通の名称を用いる。
2021年にCore iファミリーが第11世代に移行した際には、高性能且つ、薄型・軽量設計のノートPCに与えられる「intel Evo プラットフォーム」と融合した「intel Evo vPro プラットフォーム」 が新たに登場している。このプラットフォームに準拠したPCには、前述した「vPro」用のシールではなく、「intel evo POWERED BY CORe vPRO」ロゴのグレー基調のシールが装着されていたが、第12世代では紺基調の「intel vPro」シールに刷新され、「intel Evo vPro プラットフォーム」に準拠する場合は「intel vPro」と共通デザインで下に「An Evo Design」と表記することで区別するようになった。
2024年にIntel Core Ultraが登場したのに合わせて「vPro」シールが新しくなり、「vPro Enterprise」と一部機能に限定した中小企業向けの「vPro Essentials」の2つに細分化され、前述した「intel Evo vPro プラットフォーム」は「vPro プラットフォーム(Evo エディション)」へ改められた。また、「vPro Enterprise」には、Windows向けに加え、Chrome OS向けも設定される。